# Crazy 4 U
「Crazy 4 U」（クレイジー・フォー・ユー）は、倖田來未の楽曲である。2004年1月15日に10枚目のシングルとして発売された。発売元はrhythm zone。

## 概要
久保田利伸のカバーである「夢 with You」が収録されている。
PVのダンスシーンを再編集したものが2007年のバラードベスト『BEST 〜BOUNCE & LOVERS〜』のDVDに収録されている。
「Crazy 4 U」はテレビアニメ『ギルガメッシュ』の主題歌として使用された。

## 収録曲
1. Crazy 4 U [4:08]
作詞・作曲・編曲：Miki Watanabe
2. 夢 with You [3:49]
作詞・作曲：Toshinobu Kubota
編曲：AKIRA
原曲は1993年発表久保田利伸のカバー。前作に続き2度目のカバー曲となる。
3. Crazy 4 U "Akakage's Crazy Love Remix" [6:51]
Remixed by Yoichiro Ito
4. Crazy 4 U "Instrumental" [4:06]
5. 夢 with You "Instrumental" [3:47]

## タイアップ
- テレビアニメ『ギルガメッシュ』主題歌 (#1)

## 収録アルバム
- Crazy 4 U
  - 『feel my mind』
  - 『BEST 〜first things〜』
  - 『BEST 〜2000-2020〜』
- 夢 with You
  - 『feel my mind』(R. Yamaki's Groove Mix、初回盤のみ収録)

## 収録ライブ映像
- Crazy 4 U
  - 『secret 〜FIRST CLASS LIMITED LIVE〜』
  - 『LIVE TOUR 2005 〜first things〜 deluxe edition』
    - 『BEST 〜second session〜』(LIMITED EDITIONのみ付属)

  - 『KODA KUMI LIVE TOUR 2006-2007 〜second session〜』
  - 『KODA KUMI LIVE TOUR 2008 〜Kingdom〜』(メドレー)
  - 『KODA KUMI 2009 TAIWAN』(メドレー)
  - 『KODA KUMI 10th Anniversary 〜FANTASIA〜 in TOKYO DOME』
  - 『KODA KUMI Premium Night 〜Love & Songs〜』
  - 『Koda Kumi Hall Tour 2014 〜Bon Voyage〜』(メドレー)
  - 『Koda Kumi 15th Anniversary First Class 2nd LIMITED LIVE at STUDIO COAST』(WALK OF MY LIFE、ファンクラブ限定盤)
  - 『KODA KUMI 15th Anniversary LIVE The Artist』
  - 『KODA KUMI LIVE TOUR 2016 〜Best Single Collection〜』
  - 『KODA KUMI 20th ANNIVERSARY TOUR 2020 MY NAME IS...』(メドレー)